# 北布蘭福德 (康乃狄克州)
北布蘭福德（英語：North Branford）是一個位於美國康乃狄克州新哈芬縣的城鎮。

## 地理
北布蘭福德的座標為41°21′25″N 72°46′05″W / 41.35694°N 72.76806°W，而該地的平均海拔高度為32米（即107英尺）。

## 人口
根據2010年美國人口普查的數據，北布蘭福德的面積為69.00平方千米，當中陸地面積為64.50平方千米，而水域面積為4.50平方千米。當地共有人口14407人，而人口密度為每平方千米208.8人。